# Поморство
Поморство или морепловство је делатност везана за превоз људи и потрошних добара морским путевима и заузима највише место у целокупном превожењу. Током развитка одвијају се три периода:
1. период чамаца и бродова на ручни погон (весла),
2. период бродова на погон снагом ветра (једрењаци),
3. период бродова са механичким погоном (парни; клипне машине и турбине, дизел-мотор, нуклеарни погон).

## Историја поморства
Почеци пловидбе везани су за праисторијско доба; дрвени сплав од укрштених балвана, примитивно повезан, био је прво пловно средство. У бронзаном, у старијем и млађем гвозденом добу трговачки промет је већ био толико развијен да су се градили и већи чамци, односно бродови; познато је да су први бродоградитељи били египћани, који су својим бродовима пловили по Црвеном мору (око 1700. год. п. н. е.) и све до Сомалије. Феничани су сматрани за најбоље поморце тог времена; пловили су по целом Средоземљу, а у 12. веку п. н. е. прошли су кроз Гибралтар у Атлантски океан; већ око 600. Године п. н. е. пловили су дуж западне обале и опловили Африку. У то време грчки бродови развијају трговину са свим прибрежним земљама Средоземља, а око 300. године п. н. е. плове Атлантиком уз обалу западне Европе и стижу до Енглеске и балтичких земаља.
Са друге стране копна, поморци земаља Персијског залива својим бродовима испловљавали су у Индијски океан и стизали до Индије и Индокине. У доба Римског царства познат је био тип брода корбита, а од византијских трговачких бродова помињу се караб и дромон.
Због посебно тешких животних услова на северу Европе, Викинзи су градили бродове способне за пловидбу северним морима, али и за брзе пиратске акције и пљачку; својим витким, чврстим и жилавим бродовима пловили су далеко од обала преко Атлантског океана, открили Исланд и Гренланд, а крајем 10. века чувени Ерик Црвени и касније његов син Лејф Ериксон допловили су и до земаља Северне Америке.
Средњовековне галије у Средоземљу добијају у 13. веку прва крмила постављена по средини брода: таквим бродовима су Ђеновљани и Млечани први пут у трговачком смислу речи одржавали сталне бродске линије Атлантским океаном и Црним морем; сличне бродове имале су и земље западне и северне Европе (чувене се океанска нава и Хансеатска кога) којима се одвијала пловидба Атлантским океаном и северним морима.

## Велика географска открића
Коришћење компаса и нова сазнања у навигацији знатно су проширили могућности пловидбе далеко од копна, те је изналажење нових пловних путева и откривање непознатих земаља добило неслућене размере; ови подухвати захтевали су нове типове бродова па су се у 15. веку појавиле каравеле и караке.
Почетком 15. века Хенрик Морепловац, португалски принц, почев од 1415. године својим бродовима истраживао је обале западне Африке, а истовремено постављао темеље португалских прекоморских поседа; Португалац Бартоломео Дијас је током 1486—87. године пловио дуж обале западне Африке и стигао до најјужније тачке, Рта Добре наде; Италијан Кристифор Колумбо у шпанској служби је 1492. године тражећи нови пловни пут за Индију, пловио на Запад, прешао Атлантик и стигао до острва Средње Америке; португалски морепловац Васко да Гама 1498. године опловио је око Африке и открио поморски пут за Индију; његовим путем кренуо је и португалски морепловац Педро Алварес Кабрал али је пловио више на запад и тако преполовио Атлантик и открио Бразил (1500. год); Португалац Фернандо Магелан са шпанским бродовима запловио је 1520. године преко Атлантика, обишао Јужну Америку и упловио у Тихи океан; стигао је до Филипинских острва где је и погинуо, али су бродови наставили пловидбу на запад и 1522. године стигли натраг у Шпанију (вратио се само један брод); то је била прва пловидба бродом око света.
Време великих поморских подухвата наставља се и даље широм света: португалски бродови стижу 1542. године до Јапана, холандски истраживач Вилем Баренц тражећи нови пловни пут северно од континената Европе и Азије открива 1584. Године Шпицбершка острва и Нову земљу, холандски морепловац Абел Тасман опловио је Аустралију и 1643. године открио Тасманију и Нови Зеланд, а енглески морепловац Џејмс Кук открио је 1770. године источну обалу Аустралије, пловио поред обала Аљаске и први опловио око Земље у смеру запад-исток (1772. до 1775. године).

## Развој и модернизација у поморству
Открића нових поморских путева допринела су наглом развоју бродоградње и бродарства, а при том су се стално повећавале величине бродова, брзине пловидбе, побољшавала маневарска својства и усавршавали навигациони инструменти. Обим и начин трговања до друге половине 18. века нису од бродоградитеља захтевали да се брзини брода посвети највећа пажња, али тада настаје велики преокрет: изградиле су се фрегате, витки и брзи бродови с високим јарболима и великом површином једара; за тадашња схватања имали су и велику носивост (до 2000 тона), а пловили су и до Кине.
После привредне кризе у Европи 1835. године дошло је до наглог развоја индустрије, а Америци су биле потребне све веће количине тих производа што је довело до снажног пораста пловидбе преко Атлантика; амерички бродоградитељи саградили су брзе једрењаке типа брик и шкуна, а затим и чувене клипере.
Клипери су пловили свим морима света а најпознатији су:
- чајни клипери који су довозили чај из земаља Далеког истока до Европе за мање од четири месеца пловидбе;
- кријумчарски клипери имали су мању носивост и кријумчарили су опијум углавном из Индије и Далеког истока; били су веома брзи и неухватљиви за ратне бродове који су их прогонили;
- калифорнијски клипери превозили су путнике са источне обале Америке у „обећану земљу“ Калифорнију, пловећи око рта Хорн Јужне Америке; најбржи су стизали из Њујорка до Сан Франсиска за свега 93 дана;

Пошто нису имали повратни терет, велики број клипера настављао је пловидбу од Сан Франциска даље преко Тихог океана на запад до Кине, где су укрцавали чај и превозили га у Европу, где су затим укрцавали нове исељенике за Америку и превозили их преко Атлантика; на тај начин су стално пловили око света увек под пуним теретом.
У првој половини 19. века почела је примена гвожђа у бродоградњи; убрзо је дрво било потиснуто, а бродови су постали знатно већи, јачи и отпорнији; ускоро се појавила и парна клипна машина за погон бродова чиме је почела нова ера у развоју поморства. Први пароброд који је преполовио Атлантски океан био је амерички брод Савана, који је 1819. из луке Савана на источној обали Америке стигао у Ливерпул за 26 дана, а већ 1840. енглески бродовласник Самјуел Кјунард успоставио је редовну прекоокеанску пловидбу бродом Британија. Крајем 19. века пропелер је био прихваћен као веома погодно пропулзионо (кретно) средство, снаге погонских мотора су се повећавале, брзине пловидбе расле, при чему су теретни бродови тежили што већој корисној носивости, а путнички бродови већој брзини пловидбе и удобности путовања; у то време између великих поморских народа одвија се такмичење чији ће путнички брод за најкраће време препловити Атлантик и на тај начин освојити Плаву траку.
Отварање Суецког канала за пловидбу 1869. довело је до даљег наглог развоја поморског саобраћаја; на пловном путу Средоземље-Индијски океан паробродима је време путовања скраћено за месец дана јер више нису морали да плове око Африке и Рта Добре наде; великим једрењацима није одговарало да плове кроз Црвено море због веома неповољних метеоролошких прилика које су владале у том подручју (дуги периоди тишина, без ветра).

## Занимљивости
У раздобљу између два светска рата велике поморске силе питање престижа решавале су изградњом великих путничких бродова који су се трудили да један другом преотму „Плаву траку“; истовремено развијала се и светска трговачка флота која је од укупне просторности од 152,65 мил. m3 у 1920. год. нарасла на 194,0 мил. m3 у 1939. год.
У време другог светског рата дошло је до великих губтака бродова, па су савезничке силе биле принуђене да изграђују, поред осталог и велики број теретних бродова неопходних за снабдевање ратишта широм света, при чему су бродови типа Либерти и Виктори одиграли пресудну улогу.
После другог светског рата дошло је поново до наглог привредног развоја у целом свету, посебно у земљама које су претрпеле ратна разарања; то је имало и великог утицаја на поморски превоз и бродоградњу; дошло је до значајних измена у погонским моторима на бродовима, погонским материјалима, претоварним уређајима, увећаним могућностима бољег смештаја и размештаја већих количина терета на броду. У то време, упоредо са развитком производње, прераде и потрошње нафте у свету настао је и велики преокрет у структури светске трговачке морнарице; моторни бродови потисли су парне, танкери за превоз речних терета све су бројнији, њихове носивости постају све веће.

## Значај поморских путева и битније морске луке
За поморски саобраћај веома су важни морски канали, нарочито Суецки, Панамски, Беломорско-Балтички; с развитком поморског саобраћаја развијале су се и морске луке. Развитак великих морских лука настао је под утицајем трговачког капитала; до времена великих поморских открића крајем 15. и почетком 16. века углавном су се развијале луке у Средоземном басену (Венеција, Ђенова, Марсеј, Барселона, Дубровник) и у северној Европи где се под утицајем Ханзе развијала трговина у балтичком подручју и Северозападној Европи (Хамбург, Либек, Гдањск).
После открића Америке развијала се трговина преко Атлантског океана, што је утицало на развитак лука у западној Европи и прекоморским земљама:
- на Британским острвима: Лондон, Ливерпул, Глазгов, Саутхемптон, Портсмут, Кардиф;
- Немачка: Бремен, Хамбург;
- Француска: Бордо, Авр, Руан;
- Холандија: (Амстердам, Ротердам);
- Португалија: (Лисабон);
- САД: (Њујорк, Бостон, Филаделфија, Балтимор);
- Канада: (Монтреал, Квибек);
- Аргентина: (Буенос Ајрес);
- Бразил: (Рио де Жанеиро) и др.

Нагли развој индустрије у 19. и 20. веку непосредно је утицао на развој свих лука, а посебно већих лука у источној Европи: (Волгоград, Рига, Мурманск, Одеса).
Развитак јадранских лука био је условљен изградњом железничких пруга које су повезивале луке са економским залеђем и гравитационим подручјем (Трст, Ријека, Сплит, Дубровник).